# Stichopogon fragilis
Stichopogon fragilis är en tvåvingeart som beskrevs av Werner Back 1909. Stichopogon fragilis ingår i släktet Stichopogon och familjen rovflugor. Inga underarter finns listade i Catalogue of Life.